# Imerio di Prusia
Imerio di Prusia (in greco antico: Ἱμέριος?, Himérios, in latino Himerius; Prusias ad Hypium, 315 – Atene, 386) è stato un retore greco antico con cittadinanza romana, importante esponente della Sofistica tardoantica. Attivo tra il 340 e il 366, fu autore di varie orazioni in greco.

## Biografia
Nacque a Prusias ad Hypium in Bitinia (nei pressi della moderna Düzce in Turchia) all'inizio del IV secolo; suo padre era il retore Ameinias.
Studiò ad Atene, fino al 340 circa, e lì praticò da sofista. Aprì una scuola, e tra i suoi discepoli vi furono Gregorio Nazianzeno e Basilio di Cesarea. Ottenne la cittadinanza ateniese, di cui andava molto fiero e, successivamente, divenne un membro dell'Areopago. Sposò una discendente dei filosofi Minuciano, Nicagora, Plutarco, Musonio e Sesto di Cheronea; ebbe un figlio maschio, Rufino, che morì giovane dopo aver dimostrato una certa disposizione per l'oratoria, e una figlia che gli sopravvisse.
Imerio dedicò un'orazione, probabilmente attorno al 351, a Costanzo II e ai suoi due cugini, Gallo e Giuliano; quando, nel 361, Giuliano divenne imperatore, invitò Imerio, che probabilmente aveva conosciuto ad Atene nel 355 e che era pagano come lui, a Costantinopoli. Fu a Costantinopoli che Imerio dedicò un'orazione a Vettio Agorio Pretestato, nominato proconsole di Acaia, e una al prefetto del pretorio Saturnino Secondo Salustio.
Dopo la morte di Giuliano, nel 363, Imerio rimase in Oriente, forse a Prusias, e tornò ad Atene solo dopo la morte del suo avversario Proeresio, nel 366, per riprendere ad insegnare.
Morì molto anziano, forse dopo il 380, soffrendo di epilessia e cieco. Era un ricco possidente, con proprietà in Armenia e probabilmente in Tracia.

## Edizioni e traduzioni
- Gottlieb Wernsdorff (a cura di), Himerii sophistae quae reperiri potuerunt videlicet eclogae e Photii Myriobiblo repetitae et Declamationes e codicibus Augustanis, Oxoniensibus et Vaticanis tantum non omnes nunc primum in lucem prolatae, Gottingae, Vandenhoeck et Ruprecht, 1790.
- Aristide Colonna (a cura di), Himerius. Declamationes et orationes cum deperditarum fragmentis, Roma, Accademia dei Lincei, 1951.
- (DE) Harald Völker (a cura di), Himerios. Reden und Fragmente, Wiesbaden, Reichert Verlag, 2003, ISBN 3895003379.
- (EN) Robert J. Penella (a cura di), Man and the Word. The Orations of Himerius, Berkeley-Los Angeles-London, University of California Press, 2007, ISBN 978-0-520-25093-2.
- Mario Andreassi e Massimo Lazzeri (a cura di), Quattro discorsi agli allievi: (Imerio, Or. 11, 30, 65, 69), Lecce, Pensa multimedia, 2012, ISBN 978-88-6760-045-8.
- Massimo Lazzeri (a cura di), Imerio. Orazioni 44 e 54 Colonna, Lecce-Rovato, Pensa multimedia, 2019, ISBN 978-88-6760-666-5.
- Mario Andreassi (a cura di), Imerio, Orazione 63 Colonna, Lecce, Pensa multimedia, 2022, ISBN 978-88-6760-889-8.
- Camillo Carlo Pellizzari di San Girolamo (a cura di), Il retore e i magistrati. Imerio, declamazioni frammentarie e Orazioni 31, 46, 47, Alessandria, Edizioni dell'Orso, 2022, ISBN 978-88-361-3223-2.